# Up Helly Aa
Ап Хелли Аа, также Апхеллио (англ. Up Helly Aa — «ночь перед праздником») — фестиваль на Шетландских островах в Шотландии. В традиции фестиваля  Местные жители облачаются в костюмы викингов, ходят с факелами, сжигают ладью, устраивают шумные пирушки с танцами. 

## Место проведения
Основная часть фестиваля проходит в последний вторник января в Леруике. Также проходит в:
- Калливо, последняя пятница февраля[2].
- южной части острова Мейнленд, вторая пятница марта[3].

## Другое
Шотландский политик Тэвиш Скотт называет фестиваль Up Helly Aa одним из своих главных увлечений.